# Paszkówka
Paszkówka ist eine Ortschaft mit einem Schulzenamt der Gemeinde Brzeźnica im Powiat Wadowicki der Woiwodschaft Kleinpolen in Polen.

## Geschichte
Die ältere Siedlung innerhalb des heutigen Dorfes war Pobiedr, heute nur ein Weiler von Paszkówka. Pobiedr könnte schon vom Ritter Bodepor in der ersten Hälfte des 13. Jahrhunderts gegründet worden sein. Es wurde als Pfarrei Bobedre im Peterspfennigregister des Jahres 1325 im Dekanat Zator des Bistums Krakau erstmals urkundlich erwähnt, und dann im Jahre 1335 Pobedr. Paszkówka wurde im Jahre 1356 als Passcouicz[e] erstmals urkundlich erwähnt. Für über zwei Jahrhunderte hatten Pobiedr und Paszkówka gemeinsame Besitzer aus der Familie der Radwaniten.
Die Dörfer gehörten damals zum so genannten Radwanitenkorridor. Dieser gehörte zu Polen und verband das Herzogtum Auschwitz, die Lehnsherrschaft des Königreichs Böhmen, im Westen mit seiner Exklave im Osten.
In der Mitte des 16. Jahrhunderts gehörte Paszkówka zu Jan Paszkowski und Witkowski, eifrigen Arianern. Die örtliche Kirche wurde arianisch, ab 1610 wieder römisch-katholisch, als eine Menge aus Przytkowice Andersgläubige verjagte.
Bei der Ersten Teilung Polens wurden Paszkówka und Pobiedr 1772 Teil des neuen Königreichs Galizien und Lodomerien des habsburgischen Kaiserreichs (ab 1804).
1918 nach dem Ende des Ersten Weltkriegs und dem Zusammenbruch der k.u.k. Monarchie wurde Paszkówka wieder Bestandteil von Polen. Unterbrochen wurde dies nur durch die Besetzung Polens durch die Wehrmacht im Zweiten Weltkrieg.
Von 1975 bis 1998 gehörte Paszkówka zur Woiwodschaft Bielsko-Biała.

## Sehenswürdigkeiten
- Kirche, gebaut 1882–1891
- Neogotische Palast der Familie Wężyk, gebaut um 1870

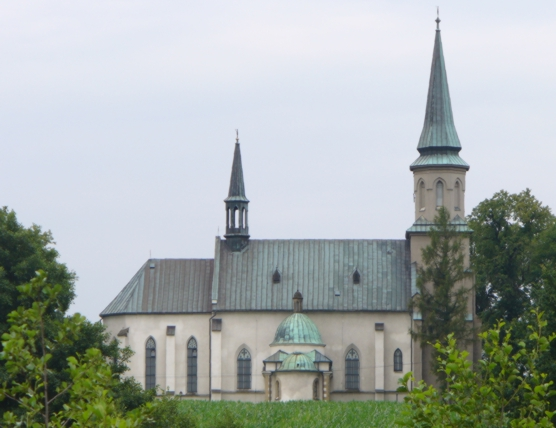
Kirche in ehemaligen Pobiedr
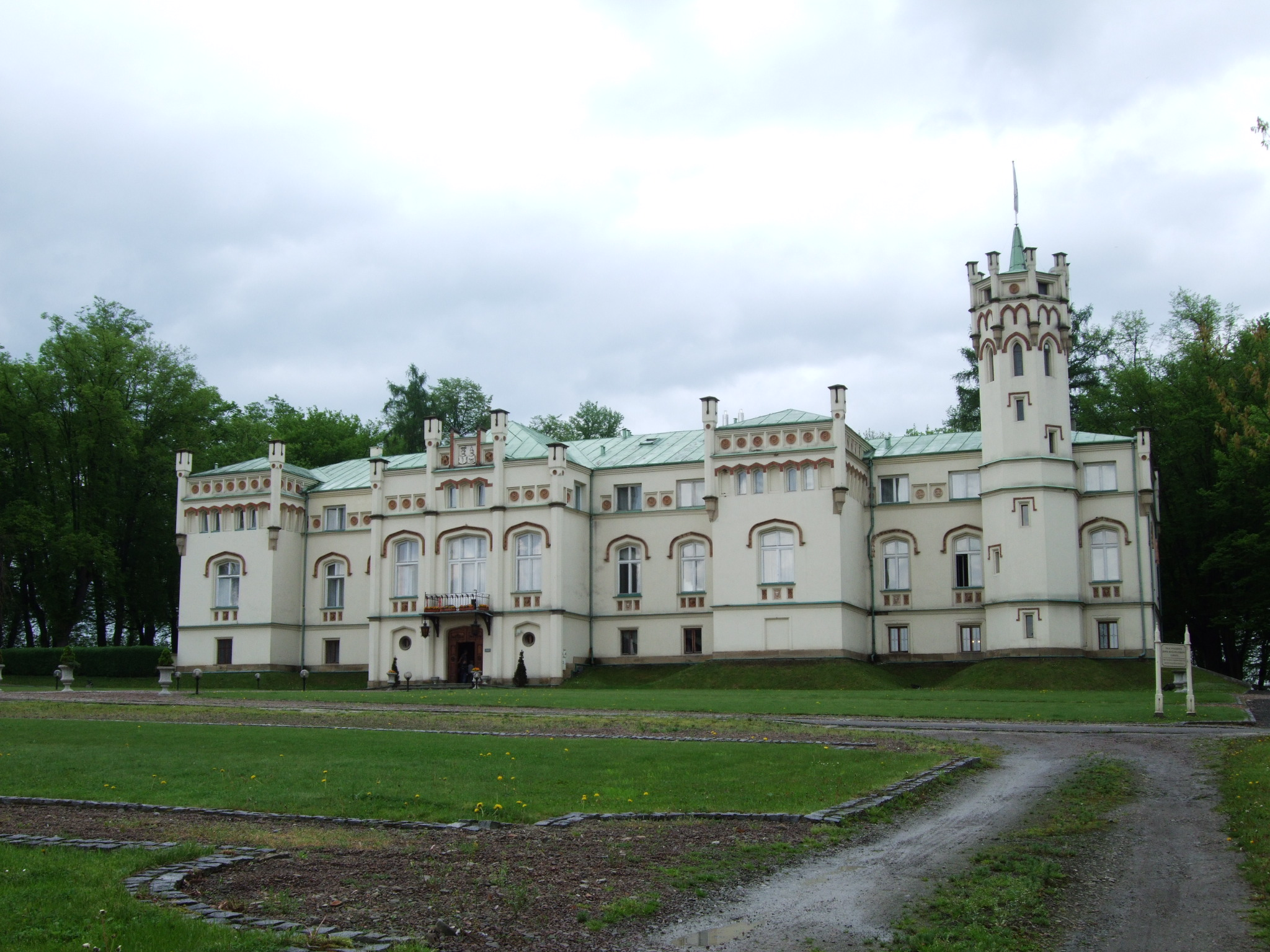
Palast